# Georg Sverdrup
Georg Sverdrup, ursprungligen Jørgen Sverdrup, född den 25 april 1770, död den 8 december 1850 i Kristiania (nuvarande Oslo), var en norsk klassisk filolog och politiker, bror till Jacob Sverdrup.
Sverdrup blev student 1789 och tog ämbetsexamen vid universitetet i Köpenhamn 1798. År 1805 blev han också professor i grekiska i Köpenhamn, en tjänst som han lämnade för motsvarande vid det nygrundade universitetet i Kristiania 1813, där han även var professor i filosofi 1831–1841.
Sverdrup var ansvarig för det första norska universitetsbiblioteket. Universitetet i Kristiania upprättades 1811, men på grund av Napoleonkrigen kunde han inte ta emot de 50 000 böcker som då befann sig i Köpenhamn, som var tänkta att användas på universitetsbiblioteket. Sedan tog det ytterligare ett år för regeringen att skaffa lokaler som rymde alla böcker. Det kom att dröja till 1828 innan biblioteket med sina 90 000 böcker stod färdigt. Sverdrup var universitetsbibliotekarie från 1813 till 1845.
Vid Riksforsamlingen på Eidsvoll 1814 representerade Sverdrup Kristiania samt var en ledande person inom Selvstendighetspartiet. Under förhandlingarna var han medlem i konstitutionsutskottet och fungerade som riksförsamlingens talman den 17 maj 1814. Sverdrup valdes till stortingsledamot för perioderna 1818–1820 och 1824–1826.
Det nya biblioteket på universitetsområdet i Blindern i Oslo, som stod färdigt 1999, har fått sitt namn efter Sverdrup – Georg Sverdrups hus.

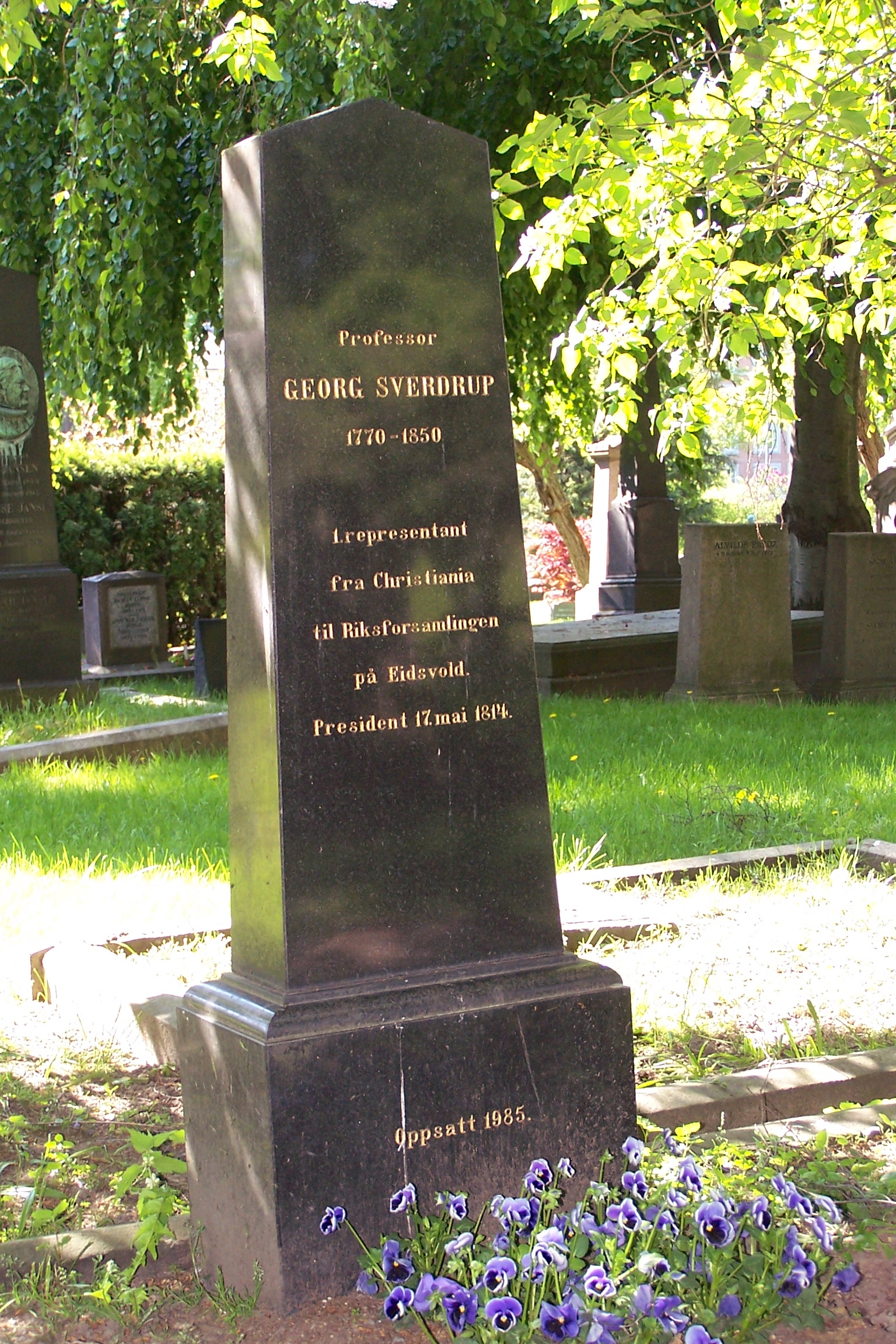
Georg Sverdrups gravvård i Vår Frelsers gravlund i Oslo.